# Speedwheel
Speedwheel is een historisch Nederlands merk van hulpmotoren.
De bedrijfsnaam was: N.V. EFA-Produka, Amsterdam.
In 1948 verscheen een naafmotor op de markt die was ontwikkeld door J.J. Geesink en zijn zoon.
De Speedwheel had een 34cc-tweetaktmotor met een kamzuiger en een soort vrijloopkoppeling voor het geval de motor zou vastlopen. De N.V. EFA-Produka bouwde vijf prototypen in samenwerking met Geesink.
In 1949 verscheen een sterk gewijzigde versie op de markt, nu met 38 cc en een platte zuiger. In 1951 verscheen een opnieuw licht gewijzigde versie onder de naam Wingwheel op de markt. Deze werd geproduceerd door de firma Kromhout in Weesp.